# 1187-es busz
Az 1187-es jelzésű autóbuszvonal Budapest, Sármellék, Pacsa, Zalaegerszeg és Lenti között húzódik, amelyet a MÁV Személyszállítási Zrt. üzemeltet.

## Története
A GRATIS Közlekedési Kft. története egészen 1990-ig nyúlik vissza. A zalaegerszegi székhelyű társaság tevékenysége ekkor kezdődött, mely a közúti személyszállítás és árufuvarozás területén működik, legfőbb cselekvései közé a belföldi és nemzetközi különjárati személyszállítás tartozik. Még ebben az évben megkapták a hatósági engedélyt távolsági menetrend szerinti autóbuszjárat üzemeltetésére Budapest és Zalaegerszeg között. 5 évvel később, 1995 során létrehozták a Grat Travel Service Idegenforgalmi Kft.-t a nemzetközi utazásszervezés és az utazási iroda megszervezéseként. 1996-tól a távolsági autóbuszjáratok a Gratis ’96 Autóbusz-közlekedési Kft. alatt teljesítettek szolgálatot egészen 2006-ig, mikoris a G-Busline Autóbusz-közlekedési Kft. nyerte el a kettő nagyváros kapcsolatát szolgáló autóbuszok közlekedtetését.
2006. június 1-től a G-Busline Kft. InterCity járatokat indított a fővárosba, melyek csak a zalaegerszegi vasútállomáson és a budapesti Déli pályaudvaron álltak meg. Menetidejük 3 óra 25 perc volt, valamint Marcopolo, Neoplan, Scania, TEMSA, Van Hool járművek közlekedtek rajtuk. Az érdeklődés nagy volt a gyors eljutást létrehozó járatokra, melyek a hét minden napján közlekedtek. Idővel autóbuszaik mozgáskorlátozottak számára készült lifttel felszereltek lettek, így kerekesszékes utasok fel- és leszállása is megoldható lett az autóbuszokon.
2016-tól a naponta közlekedő járatok a továbbiakban Búcsúszentlászló, Pölöske, Zalaszentmihály, Pacsa, Zalaapáti, Sármellék és Fenékpuszta érintésével közlekedtek, mellettük indultak mentesítő járatok jellemzően péntekente és vasárnaponta expresszként. A lassított járat listája később kibővült Balatonszentgyörgy és Balatonkeresztúr településekkel.
2020 augusztusától szolgáltatásuk kibővölt Lentiig, így a jövőben közlekedő napi járatpár Balatonszentgyörgyig expresszjáratként, onnan gyorsjáratként üzemelt. Az idők során az utasforgalom egyre nagyobbá alakult, így a G-Busline az utasai számára a helyfoglalást preferálta egyre nagyobb léptekben. Járatain nagymértékű volt a fel- és leszállási korlátozás, mivel a három jelentős településen kívüli utazást igénybevenni nem lehetett.
2025-ben a vég ideje jött el. Az április 1-én hatályba lépett új, 10 évre szóló, országos autóbuszos közszolgáltatási szerződés értelmében több szolgáltató mellett a G-Busline Kft. 1187-es busza is a MÁV Személyszállítási Zrt. üzemeltetésében közlekedik tovább.

## Útvonala
A budapesti IX. kerületi, népligeti autóbusz-pályaudvarról indul. Útját a Könyves Kálmán körúton kezdi el Kelenföld irányába, a fővárosi 1-es villamosvonallal párhuzamosan. A Rákóczi híd előtt, a Közvágóhíd nevet viselő csomópontban elkanyarodik a Müpa irányába, míg nem a Boráros téren áthajt a Petőfi hídon és a Dunán is, Lágymányoson van az autóbusz első megállója. Utána átjut Újbuda központjába, ahol a 4-es metrót tudhatja maga alatt, később a legrövidebb úton éri el az M1-es és M7-es autópálya közös vonalszakaszát. A kelenföldi vasútállomás és Sasad szomszédságában történik utolsó megállása Budapest területén.
Az autóbuszjárat expresszként közlekedik. A vonal 16. kilométerénél, Budaörs közelében búcsúzik az M1-es autópályától, az M7-es balatoni úton közlekedik tovább. Az autóbusz emelt sebességgel, valamint hosszú szakaszon jár megállás nélkül, így álló utast nem szállíthat, miközben az M0-s budapesti körgyűrű csomópontján, Pest megye és Fejér megye határán, a Velencei-tó északi oldalán, Székesfehérvár alján keresztül közlekedik. A kezdetektől számított 100. kilométerhez érve a Balaton déli partját teljesen végigövezi a buszvonal, közben oly nevezetes városok területe mentén, mint Siófok, Zamárdi, Balatonföldvár, Balatonlelle, Balatonboglár vagy Fonyód. A tó délnyugati részében, a 170. kilométeri lehajtónál, Balatonújlak közelében ráágazik a 68-as főútra, de a dél-balatoni főút keresztezése után 
76-os főútként halad tovább első településére, Balatonszentgyörgyre. Ráágazik az M76-os gyorsforgalmira, de Zalába érkezve mihamarabb el is hagyja azt, hogy Sármellékre behajtson. Az évtizedek óta forgalmat nem lebonyolító vasútállomásától kezdve gyorsjáratként halad a továbbiakban a 75-ös főúton, Zalaapáti településre, melyet csak déli részében szel át. Aztán Pacsa, és annak központjában elhelyezkedő buszállomása a soron levő, melynek horgásztava és tömérdek családi háza mellett is elmegy. A Dunántúli-dombságra jellemző sík és dombvonulatos tájegységein át Zalaszentmihályra hajt be a GYSEV és a MÁV üzemeltetése alatt álló Szombathely–Nagykanizsa-vasútvonal tövében és a Szévíz-patak folyásával egyvonalban. Búzatáblás és legtöbbször napsütötte vidéken a Pölöskei szörp hazája, Pölöske község rejlik, ahonnan északra siet Búcsúszentlászló településre, ahonnan a hozzá közel eső Nemessándorháza és Nemesszentandrás falvak érhetőek el. Az Egerszeg–Letenyei-dombság tetején fordított U alakot vesz fel és beérkezik Csácsbozsokra, ami egyben Zala megye székhelyére, Zalaegerszegre érkeztét is jelenti. A belvárost a bevásárlóközpontokkal ellátott Balatoni úton éri el, miközben a köríven haladó Boba–Bajánsenye-vasútvonalat is keresztezi, a vonal 232. kilométerén Zalaegerszeg buszállomásán tartózkodik, a vonal felezőállomásán.
Az állomást követően tovább a Kazinczy téren közlekedik, ahol jelzőlámpás kereszteződésben kanyarodik a Mártírok útjára, majd a földrajzi elnevezésből származó Göcseji úton Jánkahegy irányába tart. Az Alsóerdei úton megszemlélhető a város társasházas és kertvárosi részének keveréke is, a 7401-es közúton távolodik el a megyeszékhelyről. A következő 9 kilométerében váltakoznak a tisztás és erdős területek, amihez legközelebb Bazita és Bocfölde van. Több vízfolyás és dombság völgyében bújik meg Gellénháza, ahol éles fordulatot vesz a járat Nagylengyelbe, aminek patakján át ismét irányt vált az alig háromutcás Petrikeresztúrba. A Göcsej jellegzetes felépítése egyedülállóvá teszi a kistájat az országban, a rajta átfutó utakról pedig olykor kilátás, máskor csak az erdőkön átjutó fény tárul az utazók szeme elé. A soron levő községet a Cserta folyó választja el a legtöbb buszjárattól, Barlahida faluhatárától mindössze alig fél kilométerre tesz megállást a legtöbb Volán. Minél délebbre halad a Zalai tájakon, annál jobban kezdi elhagyni az erdőséget, áttörőpont Nova településnél látható, ahol a 75-ös főúton folytatódik vonalvezetése, valamint társul hozzá egy helyi igényekre szánt bicikliút is. A faluközpontbeli buszmegálló az utolsók között van, amibe 1187-es buszjárat jár, de az erdőség visszatér egy hosszú egyenes szakaszon, mely kitart az utolsókig.
A Budapesttől több, mint 4 órája közlekedő busz Mumort szolgálja ki, végállomásának, Lenti városának egyik településrészét. A Kerka folyó partján Lenti vára látható, a városba beljebb merészkedve több elágazás, benzinkút, étterem, üzlet is a helyiek rendelkezésére áll. A MÁV Személyszállítási Zrt. üzemeltetése alatt álló autóbusz-állomás mind a helyi célokat, mind a regionális célokat, mind a távolsági célokat teljesítő autóbuszokat indítja és fogadja, ezen belül az 1187-es buszok végállomása.

## Közlekedése
Indításai mindennap történnek, hétfőtől szombatig hajnalban indul a busz Lentiből és délután vissza Budapestről, de vasárnaponta a fővárosba ingázóknak kedvez a délutáni indulásával. Emellett a hetek első munkanapját megelőző napokon este Budapestről indul járat, mely csak Zalaegerszegig közlekedik, mindössze leszállás céljából.
| Viszonylat                                            | Indításszám | Közlekedési rend                          |
| ----------------------------------------------------- | ----------- | ----------------------------------------- |
| Budapest, Népliget aut. pu. ➝ Zalaegerszeg, aut. áll. | 1 oda       | a hetek első munkanapját megelőző napokon |
| Budapest, Népliget aut. pu. – Lenti, aut. áll.        | 1 pár       | munkanapokon                              |
| Budapest, Népliget aut. pu. – Lenti, aut. áll.        | 1 pár       | szabadnapokon                             |
| Budapest, Népliget aut. pu. – Lenti, aut. áll.        | 1 vissza    | munkaszüneti napokon                      |

### Lenti kapcsolata
Budapest és Lenti kapcsolata még három különböző autóbusszal biztosított:
- az 1183-as autóbuszok alapfelállás szerint Budapest és Nagykanizsa között közlekednek Zalakaros érintésével. A hetek első munkanapját megelőző napokon Nagykanizsáról továbbközlekedik Lentibe, Letenye érintésével.
- az 1184-es autóbuszok alapfelállás szerint szintén Budapest és Nagykanizsa között közlekednek, de expresszjáratként. A hetek első munkanapját megelőző napokon meghosszabbított úton, Lentiről közlekedik járat, Letenye érintésével.
- az 1186-os autóbusz vasárnaponta közlekedik Budapestről Lentibe Sármellék, Zalacsány és Zalaegerszeg érintésével. A vasárnap délután Lentiből induló 1187-es buszjárat visszirányú párja, eltérő vonalszámú indítása a 2025. áprilisában esedékes évközi menetrend-változtatásból ered.[7]
- az 1193-as autóbusz jelenleg (eddig még Budapest felőli járattal is rendelkezett) már csak a hetek első munkanapját megelőző napokon Lentiből közlekedik Budapestre, Bak, Pacsa és Sármellék érintésével.

### Azonos vonalak
A Budapest és Zalaegerszeg vonalszakasz míg semelyik vonallal nem fut teljesen egy úton, addig a Zalaegerszeg és Lenti vonalszakasz az 1186-os buszokéval azonos, de néhány 1625-ös, 1658-as és 6248-as vonal alatt futó járat is azonos menetidővel szolgál a 45 kilométeres szakaszon.

### Járművek
Április 1. óta eddig 1187-es buszként Neoplan Tourliner távolsági autóbusz szerepelt. A járaton emelt sebességű, valamint Wi-Fi szolgáltatással rendelkező busz indulhat a menetrendben írtak szerint.

## Megállóhelyei
| 0                                                                                      | Budapest, Népliget autóbusz-pályaudvar végállomás   | 0.0 km   | 254E 901, 914, 914A, 918, 950, 950A 607, 608, 616, 625, 626, 628, 629, 630, 631, 632, 633, 635, 636, 637, 650, 653, 654, 655, 656, 657, 660, 661, 679, 705 1080, 1085, 1087, 1090, 1092, 1094, 1110, 1111, 1113, 1115, 1121, 1123, 1125, 1130, 1131, 1134, 1136, 1172, 1173, 1174, 1175, 1176, 1177, 1183, 1184, 1185, 1186, 1188, 1194, 1204, 1205, 1212, 1215, 1216, 1229, 1251, 1253, 1254, 1257 83 1, 1A            |
| A megállóban odairányban csak felszállás, visszirányban csak leszállás vehető igénybe. |                                                     |          | |
| 1                                                                                      | Budapest, Petőfi híd, budai hídfő                   | 4.7 km   | 4, 6, 107, 153, 154, 212, 212A, 212B 918 1172, 1173, 1174, 1175, 1176, 1177, 1183, 1184, 1185, 1186, 1188, 1194, 1204, 1205, 1212, 1215, 1216, 1229, 1251, 1253, 1254, 1257 4, 6 |
| 2                                                                                      | Budapest, Újbuda-központ                            | 5.8 km   | 4, 33, 53, 58, 150, 150B, 153, 154, 212, 212A, 212B 973, 973A 1172, 1173, 1174, 1175, 1176, 1177, 1183, 1184, 1185, 1186, 1188, 1194, 1204, 1205, 1212, 1215, 1216, 1229, 1251, 1253, 1254, 1257 4, 17, 41, 47, 48, 56 |
| 3                                                                                      | Budapest, Sasadi út                                 | 8.6 km   | 8E, 40, 40B, 40E, 53, 87, 87A, 88, 88A, 108E, 139, 140, 140A, 150, 150B, 153, 154, 172, 173, 187, 188, 188E, 240, 272 908, 908A, 940, 941, 972, 972B 731, 732, 760, 762, 764, 770, 773, 774, 777, 779 1172, 1173, 1174, 1175, 1176, 1177, 1183, 1184, 1185, 1186, 1188, 1194, 1204, 1205, 1212, 1215, 1216, 1229, 1251, 1253, 1254, 1257                                                                                |
| 4                                                                                      | Balatonszentgyörgy, Berzsenyi utca 57.              | 178.4 km | 1193, 1194, 1402, 1499, 1506, 1569, 1578, 1725 6043, 6103, 6162, 6163, 6166, 6191, 6192, 6193 |
| 5                                                                                      | Sármellék vasútállomás                              | 189.3 km | 1185, 1193, 1735, 1736, 1794 6308, 6375, 6377, 6396, 6415 |
| 6                                                                                      | Zalaapáti, Kossuth utca                             | 195.8 km | 1193 6230, 6231, 6237, 6308, 6310, 6316, 6370, 6415 |
| 7                                                                                      | Pacsa, autóbusz-állomás                             | 205.1 km | 1193, 1666 6218, 6219, 6220, 6222, 6223, 6225, 6226, 6230, 6231, 6237, 6309, 6401 |
| 8                                                                                      | Zalaszentmihály, iskola                             | 210.2 km | 1193 6218, 6219, 6222, 6226, 6230, 6237 |
| 9                                                                                      | Pölöske, községháza                                 | 214.2 km | 6219, 6226, 6230 |
| 10                                                                                     | Búcsúszentlászló, bolt                              | 218.1 km | 6219, 6226, 6230 |
| A megállóban odairányban csak leszállás, visszirányban csak felszállás vehető igénybe. |                                                     |          | |
| 11                                                                                     | Zalaegerszeg (Csácsbozsok), elágazás                | 229.5 km | 2A, 12, 21, 22, 22A 1185, 1188, 1625, 1626, 1658, 1665, 1806, 1808 6214, 6215, 6216, 6217, 6219, 6220, 6221, 6222, 6226, 6230, 6231 |
| 12                                                                                     | Zalaegerszeg, autóbusz-állomás vonalközi végállomás | 231.7 km | 1, 4, 5, 6, 7, 9, 14, 19A, 21, 25, 27 1185, 1186, 1188, 1499, 1503, 1562, 1620, 1622, 1625, 1626, 1639, 1642, 1658, 1665, 1667, 1668, 1670, 1726, 1806, 1808 6200, 6201, 6205, 6210, 6211, 6213, 6214, 6215, 6216, 6217, 6218, 6219, 6220, 6221, 6222, 6226, 6230, 6231, 6235, 6237, 6238, 6239, 6240, 6241, 6242, 6243, 6245, 6246, 6247, 6248, 6250, 6255, 6258, 6262, 6268, 6275, 6277, 6278, 6287, 6292, 6898, 7398 |
| 13                                                                                     | Zalaegerszeg, Köztemető (Göcseji út)                | 233.7 km | 7, 10C, 18, 20, 24E, 27, 28 1186, 1625, 1639, 1658 6239, 6242, 6248, 6250, 6268 |
| 14                                                                                     | Zalaegerszeg, Kertváros bejárati út                 | 236.0 km | 1186, 1625, 1639, 1658 6239, 6242, 6248, 6250, 6268 |
| 15                                                                                     | Gellénháza, autóbusz-váróterem                      | 245.1 km | 1625, 1639, 1658 6239, 6242, 6248, 6250, 6268 |
| 16                                                                                     | Nagylengyel, emlékmű                                | 247.8 km | 1625, 1639, 1658 6239, 6248, 6268 |
| 17                                                                                     | Petrikeresztúr, bolt                                | 253.5 km | 1625, 1639, 1658 6239, 6248, 6268 |
| 18                                                                                     | Barlahida, bejárati út                              | 256.3 km | 1625, 1639, 1658 6239, 6248 |
| 19                                                                                     | Nova, autóbusz-váróterem                            | 261.8 km | 1193, 1625, 1639, 1658 6239, 6241, 6242, 6248, 6448, 6553 |
| A megállóban odairányban csak leszállás, visszirányban csak felszállás vehető igénybe. |                                                     |          | |
| 20                                                                                     | Lenti (Mumor), Törpe Csárda                         | 273.0 km | 1, 90, 94 1193, 1625, 1639, 1658 6238, 6241, 6242, 6248, 6446, 6448, 6457, 6553, 6560, 6570, 6585 |
| 21                                                                                     | Lenti, autóbusz-állomás végállomás                  | 274.9 km | 1, 2, 3, 35, 90, 94 1184, 1193, 1625, 1639, 1641, 1643, 1658, 1669 6238, 6242, 6248, 6262, 6287, 6446, 6448, 6454, 6456, 6457, 6553, 6560, 6565, 6570, 6576, 6577, 6580, 6585 |